# Seydelia melaena
Seydelia melaena är en fjärilsart som beskrevs av George Francis Hampson 1901. Seydelia melaena ingår i släktet Seydelia och familjen björnspinnare. Inga underarter finns listade i Catalogue of Life.